# فست ریتیلینگ
فست ریتیلینگ (به ژاپنی: ファーストリテイリング) شرکت هلدینگ خرده‌فروشی ژاپنی است، که در زمینه توزیع انواع پوشاک، کالاهای لوکس و لوازم مد فعالیت می‌کند.
شرکت فست ریتیلینگ در سال ۱۹۶۳ توسط تاداشی یانائی در شهر اوبه، یاماگوچی راه‌اندازی شد و در حال حاضر علاوه بر توزیع پوشاک، مدیریت چندین برند و شرکت تابعه را نیز در اختیار دارد.
می‌باشد.
دفتر مرکزی این شرکت در شهر یاماگوچی، ژاپن قرار دارد و بخشی از سهام آن در بازارهای بورس اوراق بهادار هنگ کنگ و بورس توکیو معامله می‌شود.